# Adolf Helbling
Adolf Helbling (* 15. September 1824 in Buchen; † 14. August 1897 in Karlsruhe) war ein deutscher Bauingenieur, Architekt und großherzoglich badischer Eisenbahn-Baubeamter.

## Leben
Nach dem Besuch des Karlsruher Lyzeums und bestandenem Abiturientenexamen studierte Adolf Helbling an der Polytechnischen Schule Karlsruhe Bauwesen. 1844 wurde er Mitglied des Corps Franconia Karlsruhe und war am 6. Oktober 1845 einer der Stifter des kurzlebigen Corps Vandalia Karlsruhe. Nach Abschluss der vorgeschriebenen Kurse in Mathematik und Bauwesen war er im Büro für Hochbauten der Großherzoglich Badischen Staatseisenbahnen bei Friedrich Eisenlohr praktisch und theoretisch tätig. Im Wintersemester 1848/1849 studierte er an der Bauschule der Münchner Kunstakademie. Nach bestandener Staatsprüfung wurde er im September 1850 badischer Baupraktikant. 1855 erhielt er für eine vom Fonds für Künste und Wissenschaften unterstützte Bildungsreise nach Italien einen einjährigen Urlaub. Nach seiner Rückkehr beaufsichtigte er für die Bezirksbauinspektion Karlsruhe die Arbeiten an der Schlosskirche und den Speichergebäuden in Pforzheim. 1858 wechselte er zur Eisenbahn-Hochbauinspektion Karlsruhe, wo er an der Errichtung der Bahnstrecke Karlsruhe–Mühlacker mitarbeitete. 1859 wurde er zum provisorischen Vorstand der Eisenbahn-Hochbauinspektion Karlsruhe ernannt und 1860 mit Verlegung der Inspektion nach Pforzheim dorthin versetzt. 1861 wechselte er nach Heidelberg, um dort die für den Bau der Bahnstrecke Heidelberg–Mosbach erforderliche Hochbauinspektion einzurichten. 1862 wurde er Bauinspektor und Vorstand der Hochbauinspektion Heidelberg, die ab 1863 ihren Sitz in Mosbach hatte. Im Oktober 1867 erfolgte seine Beförderung zum Baurat und Ernennung zum technischen Rat bei der staatlichen Direktion der Verkehrsanstalten.
In den frühen 1870er Jahren schuf Helbling seine bedeutendsten architektonischen Werke, das Empfangsgebäude für den neuen Mannheimer Hauptbahnhof und das Gebäude der Generaldirektion der Badischen Staatsbahnen. 1876 wurde er zum Vorstand des hochbautechnischen Büros der Generaldirektion der Badischen Staatsbahnen und 1878 zum Vorstand der Baudirektion ernannt. 1880 wurde er zum Oberbaurat und 1883 zum Baudirektor ernannt. 1887 wurde er pensioniert. Von 1883 bis zu seiner Pensionierung gehörte er Baukommission für die Erhaltung des Heidelberger Schlosses an.

## Auszeichnungen
- 1877: Ritterkreuz 1. Klasse des Ordens vom Zähringer Löwen

## Bauwerke

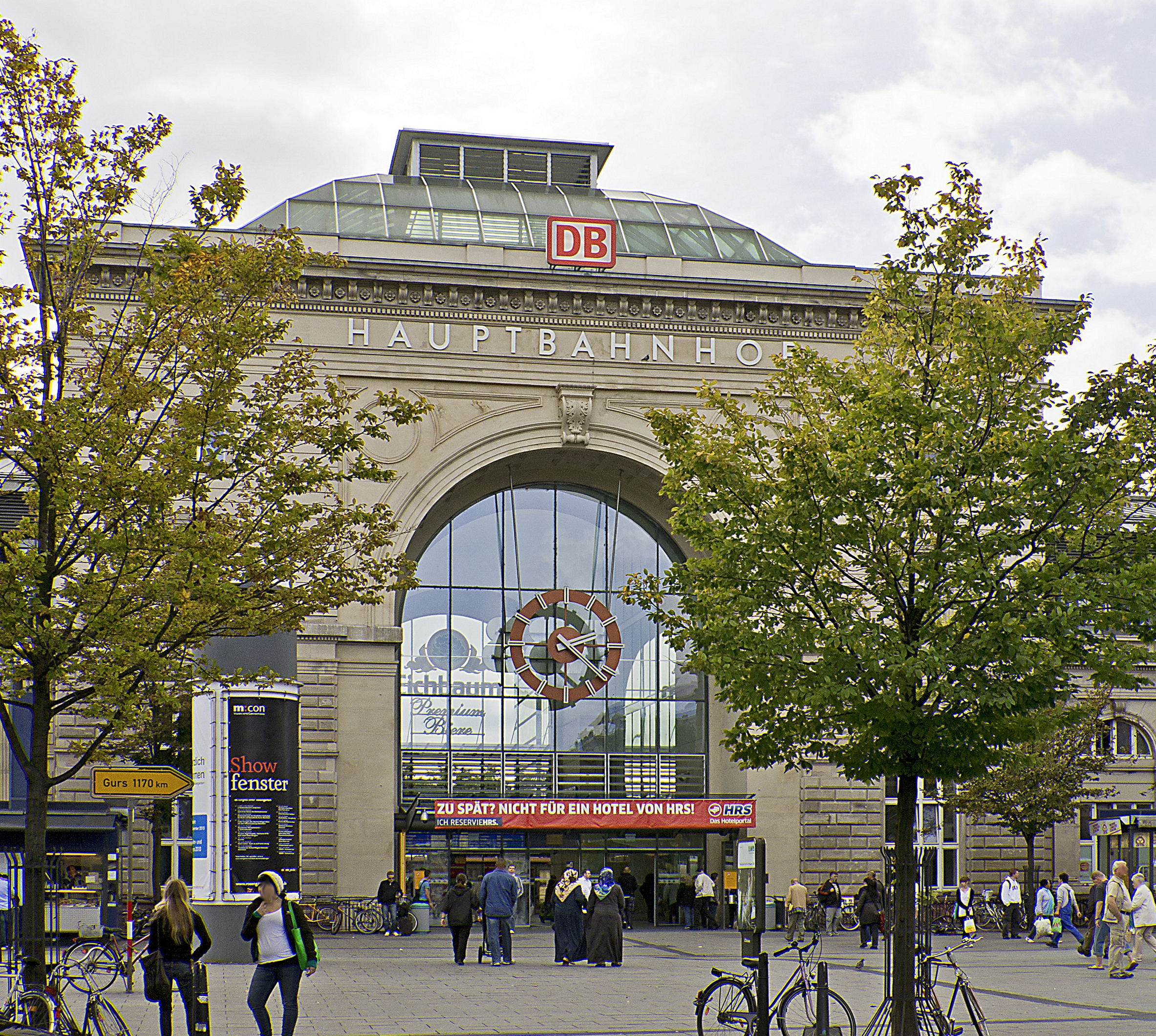
Hauptbahnhof Mannheim

- 1872–1876: Empfangsgebäude des Hauptbahnhofs Mannheim[3]
- 1870–1875: Gebäude der Generaldirektion der Badischen Staatseisenbahnen in Karlsruhe[4]
- 1882–1883: Pathologisches Institut der Albert-Ludwigs-Universität Freiburg (zerstört)[5]
- 1887–1889: Kunstgewerbeschule Karlsruhe (ausgeführt von Josef Durm)[6]